# Православие в Болгарии
Православие в Болгарии — одна из традиционных христианских конфессий, получившая распространение на территории Болгарии с V—VII веков. Численность православных в Болгарии, согласно переписи 2011 года, составляет 4,37 млн. человек, то есть 59,4 % населения.

## История
На территории современной Болгарии Христианство начало распространяться уже в I веке. По преданию Болгарской церкви, епископская кафедра имелась в г. Одес (ныне Варна), где епископом был ученик апостола Павла Амплий.
Евсевий Кесарийский сообщает, что во II веке, на территории сегодняшней Болгарии, имелись епископские кафедры, в городах Дебелт и Анхиал.
Участником Первого вселенского собора, 325 года, был Протогон, епископ Сардики (нынешняя София).
В 865 г. при св. князе Борисе происходит всеобщее крещение болгарского народа. После четырёхлетней унии с Римской церковью, в 870 г. Болгарская церковь стала автономной в юрисдикции Константинопольского патриархата.

### Болгарская православная церковь

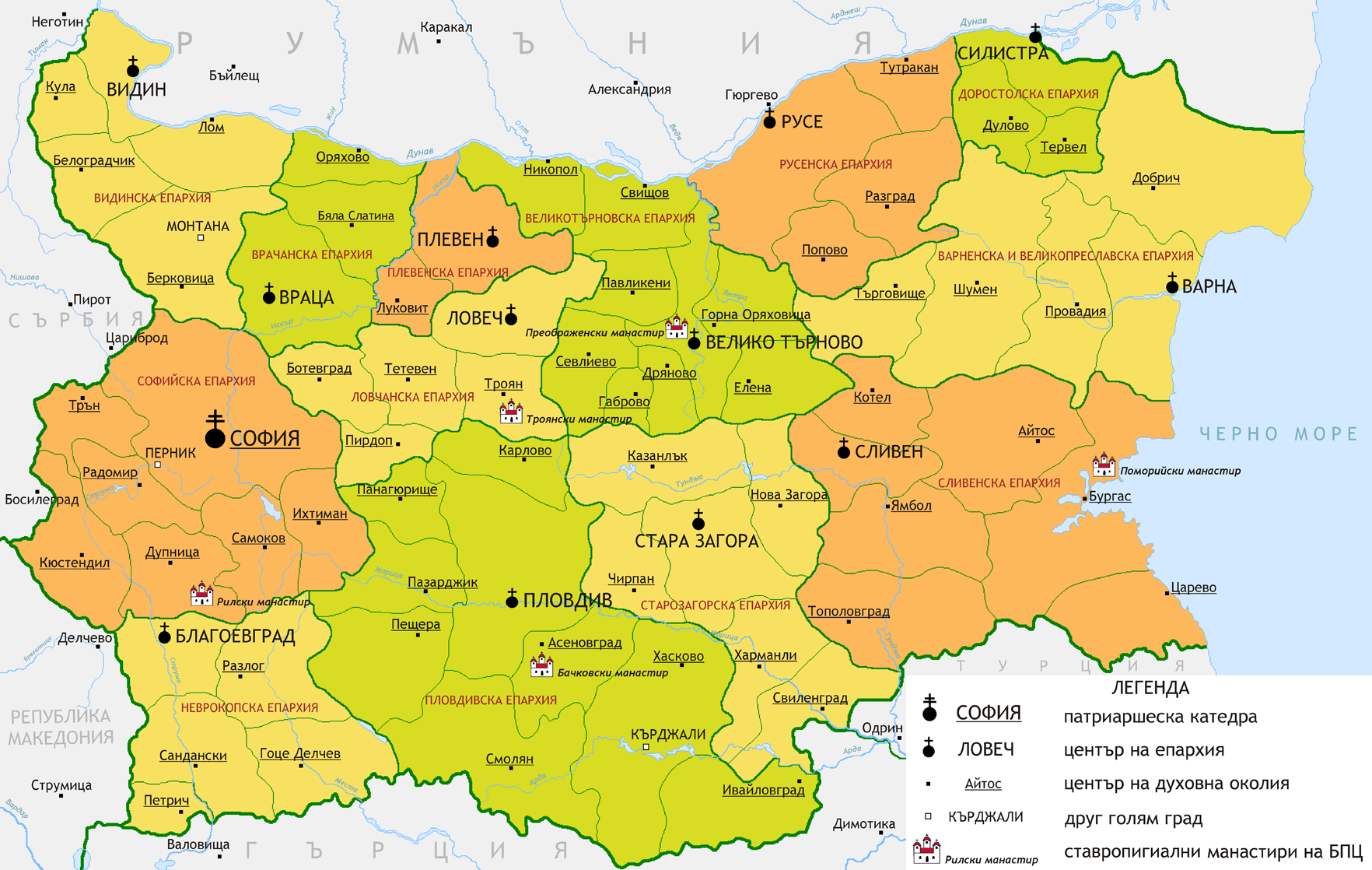
Епархии Болгарской православной церкви.

В настоящее время более чем 5 905 000 человек причисляют себя к последователям Болгарской православной церкви — самой многочисленной православной организации страны. Несмотря на произошедший в 1992 году при содействии политической власти раскол, когда часть иерархов выступила против Патриарха Максима, обвинив его в связях с бывшей коммунистической властью, а его интронизацию посчитав неканонической, а также образование раскольниками альтернативного Синода, большинство священнослужителей не присоединилось расколу. В 1990-е годы канонические иерархи Болгарской православной церкви официально не признавались государством, а почти всё недвижимое имущество церкви (кроме храмов) было передано в распоряжение раскольникам. В 1996 году, бывший Неврокопский Митрополит Пимен (Энев) был провозглашён альтернативным Патриархом. Группировка Пимена объявила о канонизации иеродиакона Игнатия (Васила Левского).
На Всеправославном совещании в 1998 году часть большинство иерархии во главе с Пименом принята в лоно канонической Церкви. а в 2003 году иерархия Болгарской церкви получила официальную регистрацию и была признана государством. В 2004 году раскольнические храмы были переданы Болгарской православной церкви, а в 2012 году принёс покаяние глава Альтернативного синода, что и можно считать завершеним раскола.
9 декабря 2011 года Совет министров Болгарии принял решение выделить в 2012 году из государственного бюджета на нужды Болгарской православной церкви около 880 тысяч евро. На ремонт церковных зданий национального значения будет выделено 150 тысяч евро. Почти 300 тысяч евро (597 тысяч левов) отдельно будут выделены знаменитому Рильскому монастырю. В настоящее время православные священнослужители с высшим образованием (то есть окончившие духовную академию) получают по 300 левов, а окончившие духовную семинарию — 240 левов. В больших городах священники могут получать 1500—2500 левов благодаря требам, прежде всего венчаниям и крещениям, а в сельских приходах доход священников часто ограничивается одной лишь зарплатой.

### Болгарская старостильная церковь
Болгарская старостильная церковь отделилась от Болгарской православной церкви в 1990 году в связи с недовольством среди консервативной части населения Болгарии введением в 1968 году в Болгарской православной церкви новоюлианского календаря.
В настоящее время возглавляется митрополитом Триадицким Фотием (Сиромахой) и насчитывает 17 храмов, 9 часовен, 2 монастыря, 20 священнослужителей и порядка 70 тысяч верующих.

### Старообрядцы
На территории Болгарии традиционно проживали последователи русского старообрядчества. В настоящее время несколько сёл, исповедующих старообрядчество, находятся под юрисдикцией Русской православной старообрядческой церкви, а также Русской Древлеправославной церкви.